# Tillmann Eckardt

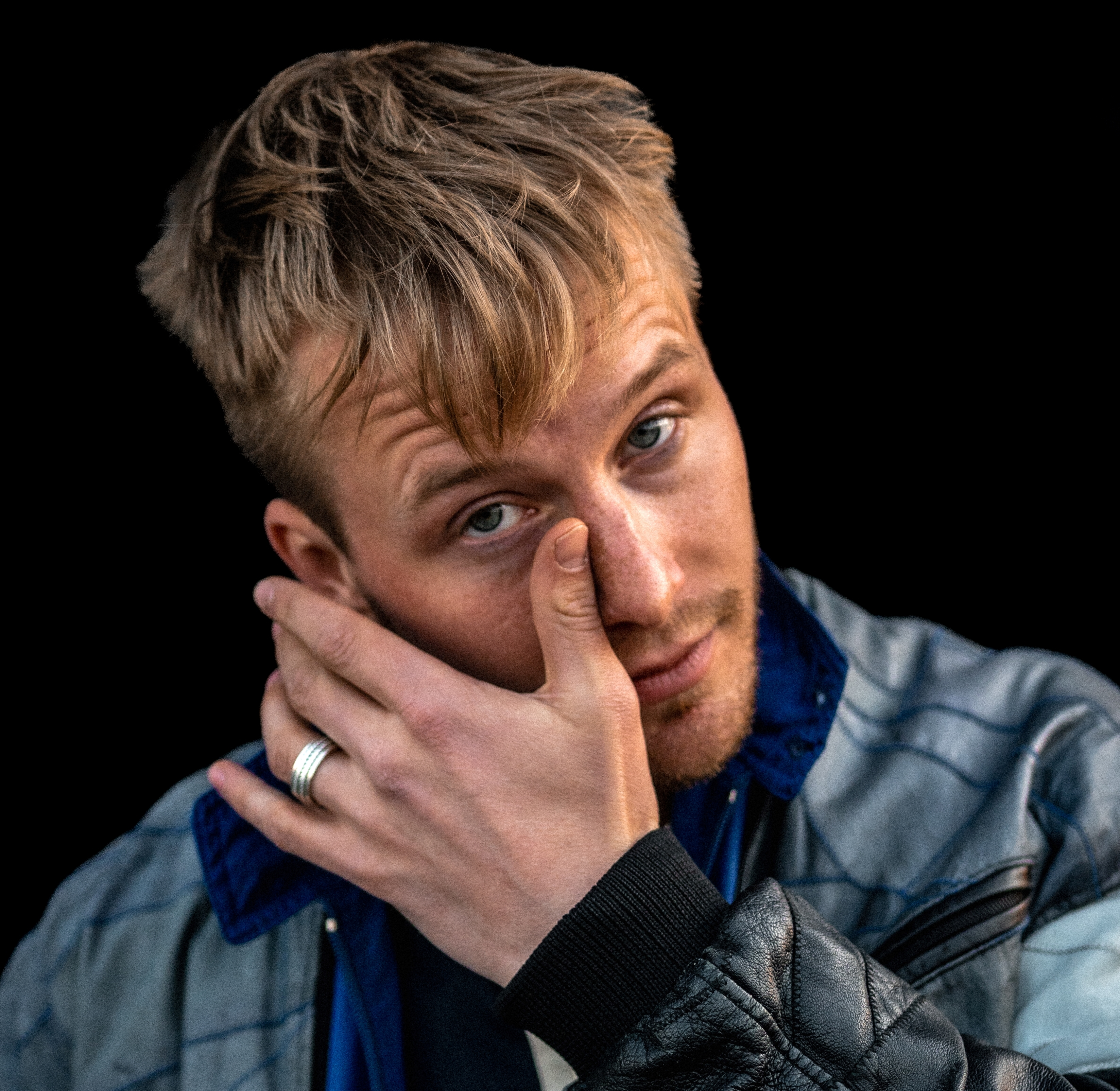
Tillmann Eckardt 2022

Tillmann Felix Eckardt (* 9. Juni 1996 in Crivitz, Deutschland) ist ein deutscher Techno-DJ, Musikproduzent und Schauspieler, der in der Musikszene unter dem Pseudonym Paraçek auftritt.

## Leben
Tillmann Eckardt wuchs in der norddeutschen Kleinstadt Parchim auf. Erste Bühnenerfahrungen sammelte er ab 2005 am Landestheater Parchim sowie am Staatstheater Schwerin, wo er nach dem Abitur ein Freiwilliges Kulturelles Jahr absolvierte. 2015 begann er sein Studium an der Hochschule für Musik und Theater „Felix Mendelssohn Bartholdy“ in Leipzig, welches er 2019 abschloss.
Parallel zu seiner Schauspielkarriere entwickelte Eckardt in Dresden eine starke Affinität zur elektronischen Musik. Dort organisierte er mit Freunden erste Rave-Veranstaltungen und etablierte sich als DJ. Während der Coronazeit startete er mit eigenständigen Veröffentlichungen im Bereich des Melodic Hard Techno, die seinen Sound prägten. Der Durchbruch gelang Eckardt mit dem Titel SEXY, welcher in Zusammenarbeit mit dem Berliner DJ und Musikproduzenten CARGO entstand. Der Song fand durch virale Verbreitung unter anderem über TikTok bundesweit Beachtung. Mit der Initiierung der Event-Reihe TRANCEKRAFT 4000 festigte Paraçek seine Position in der alternativen Clubszene. Paraçek wird in der elektronischen Musikszene primär den Genres Hard Dance, Trance und Acid Techno zugeordnet.
Mittlerweile lebt er als freischaffender Künstler in Dresden.

## Filmographie (Auswahl)
- 2018: Tatort: Der höllische Heinz (Fernsehserie)
- 2019: SOKO Wismar (Fernsehserie)
- 2019: Mein Altweibersommer (Fernsehfilm)
- 2020: Charité (Fernsehserie)
- 2020: SOKO Leipzig (Fernsehserie)
- 2021: Berlin (Kurzfilm)
- 2021: In aller Freundschaft – Die jungen Ärzte – Bleib dir treu (Fernsehserie)
- 2022: Der Ranger – Paradies Heimat: Himmelhoch (Fernsehreihe)
- 2022: Der Ranger – Paradies Heimat: Zusammenhalt (Fernsehreihe)
- 2022: ZERV – Zeit der Abrechnung (Fernsehserie)
- 2022: Tatort: Das kalte Haus (Fernsehreihe)
- 2023: The Spawn (Kurzfilm)
- 2024: Einmal richtig (Spielfilm)
- 2025: WaPo Elbe (Fernsehserie, Folge Tödliches Klima)

## Theaterstücke (Auswahl)
- 2018: Die Nashörner, Rolle: Hans (Staatsschauspiel Dresden)
- 2019: Hool, Rolle: Jojo (Staatsschauspiel Dresden)
- 2019: Mit der Faust in die Welt schlagen, Rolle: Tobias (Staatsschauspiel Dresden)

## Diskografie (Auswahl)
EPs
- 2021: Tesla EP
- 2023: DJ DJ

Singles
- 2023: Ballern & Stoffen (mit Palastoni & Sachsentrance)
- 2023: SEXY (mit CARGO)
- 2023: IT GIRL (mit Palastoni)
- 2023: BEAT GOES BOOM (mit Palastoni)
- 2023: Get Hype (Paraçek Remix) (mit Tomich)
- 2024: DJ DREH MAL AUF (mit KXXMA & NOISETIME)
- 2024: Auf Zelle (Paraçek Remix) (mit sarah4k)
- 2024: Tag Team (Radio Edit) (mit WILDERÍCH)
- 2024: Energie (mit Whitey en vogue & Robbensohn)
- 2024: RAMBAZAMBA (mit AVO & AHM)
- 2024: In Meinem Kopf (Utz Utz) (mit AVO)
- 2024: MUÉVETE (mit WILDERÍCH)
- 2024: 5000 Euro (Kø:lab & Paraçek Remix) (mit PA69 & Kø:lab)
- 2025: Where Have You Been (mit DJ Tallboy & Paul Meier)